# Túnel de Lefortovo

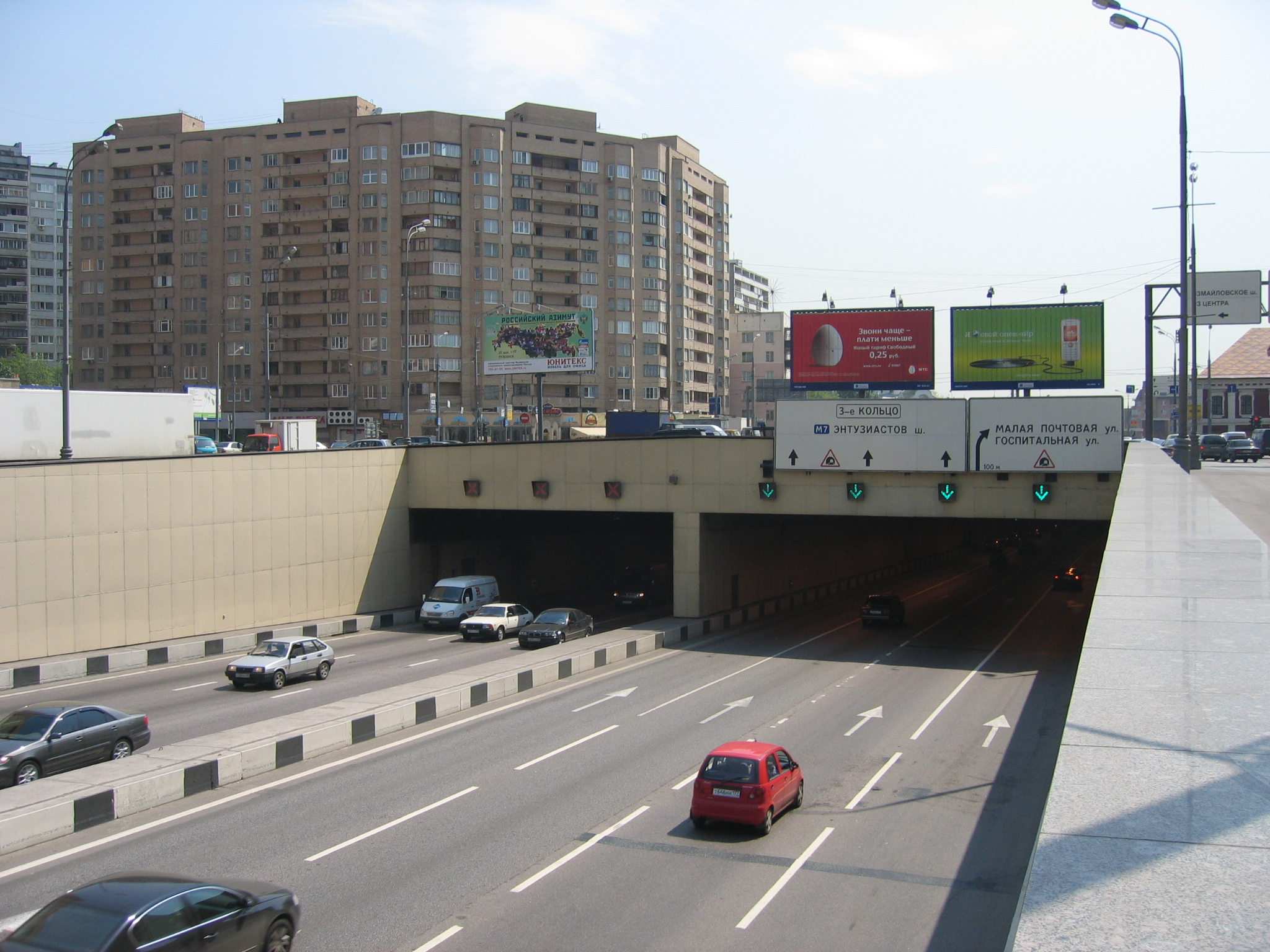
Túnel de Lefortovo

O túnel de Lefortovo (em língua russa, Лефортовский тоннель) é um túnel em Moscou, Rússia. Com 2,2 km, é o quarto maior túnel urbano da Europa.
O túnel corre por baixo do rio Yauza, e a água vaza em alguns pontos. Quando a temperatura abaixa durante o forte inverno russo, a superfície da rodovia pode congelar, tornando-a bastante escorregadia. Por esse motivo, dá-se a ele o nome túnel da morte, devido à alta taxa de acidentes.
- «vídeo: Лефортово - тоннель смерти»